# Liste des conseillers régionaux de la Manche
Les conseillers régionaux de la Manche sont des conseillers qui sont élus dans le cadre des élections régionales pour siéger au conseil régional de Normandie (avant 2015, celui de Basse-Normandie). Leur nombre et le mode scrutin est fixé par le code électoral, la Manche compte 17 conseillers régionaux au niveau du département sur les 102 élus normands (anciennement 47 élus bas-normands).

## Mandature 2021-2028
| Nom                        | Parti | Parti | Groupe                                             | Autres mandats                                       |
| -------------------------- | ----- | ----- | -------------------------------------------------- | ---------------------------------------------------- |
| David Margueritte          |       | LR    | La Normandie Conquérante avec Hervé Morin          | Conseiller municipal de Cherbourg-en-Cotentin        |
| Sylvain Letouzé            |       | DVD   | La Normandie Conquérante avec Hervé Morin          |                                                      |
| Stéphanie Maubé            |       | DVD   | La Normandie Conquérante avec Hervé Morin          | Maire de Lessay                                      |
| Claire Rousseau            |       | LR    | La Normandie Conquérante avec Hervé Morin          | Maire d'Equilly                                      |
| Antoine Jean               |       | DVD   | La Normandie Conquérante avec Hervé Morin          |                                                      |
| Florence Mazier            |       | LR    | La Normandie Conquérante avec Hervé Morin          | Maire du Dézert                                      |
| Pascal Marie               |       | LMR   | La Normandie Conquérante avec Hervé Morin          |                                                      |
| Julie Guillas-Barenton     |       | DVD   | La Normandie Conquérante avec Hervé Morin          |                                                      |
| Pierre Vogt                |       | MoDem | La Normandie Conquérante avec Hervé Morin          | Maire de Tourville-sur-Sienne                        |
| Valérie Laisney            |       | LR    | La Normandie Conquérante avec Hervé Morin          | Ajointe au maire de Gouville-sur-Mer                 |
| Guillaume Hédouin          |       | EÉLV  | Normandie écologie                                 |                                                      |
| Marianne Rozet             |       | G·s   | Normandie écologie                                 |                                                      |
| Anna Pic (2021-2022)       |       | PS    | SRC - La Normandie nous rassemble                  | Adjointe au maire de Cherbourg-en-Cotentin           |
| Quentin Lagallarde (2022-) |       | PP    | SRC - La Normandie nous rassemble                  | Conseiller municipal de Cherbourg-en-Cotentin        |
| Marie-Françoise Kurdziel   |       | RN    | Rassemblement National - faire gagner la Normandie | Conseillère municipale de Saint-Quentin-sur-le-Homme |
| Olivier Pjanic             |       | LAF   | Rassemblement National - faire gagner la Normandie |                                                      |
| Angélique Ferreira         |       | DVD   | Normandie Terre d'avenir                           |                                                      |

## Mandature 2015-2021
| Nom                          | Parti | Parti | Groupe                                    | Autres mandats                                  |
| ---------------------------- | ----- | ----- | ----------------------------------------- | ----------------------------------------------- |
| Stéphane Travert (2015-2017) |       | PS    | Socialistes, Radicaux et Citoyens         | Député                                          |
| Claudie Launoy               |       | PS    | Socialistes, Radicaux et Citoyens         | Conseillère municipale de Cherbourg-en-Cotentin |
| Benoit Arrivé                |       | PS    | Socialistes, Radicaux et Citoyens         | Maire de Cherbourg-en-Cotentin                  |
| Muriel Jozeau-Marigne        |       | PRG   | Socialistes, Radicaux et Citoyens         | Adjointe au maire de Cherbourg-en-Cotentin      |
| François Dufour (2017-2020)  |       | EELV  | Socialistes, Radicaux et Citoyens         | Syndicaliste                                    |
| Jean-Jacques Noël            |       | FN    | Normandie Bleu Marine                     |                                                 |
| Marie-Françoise Kurdziel     |       | FN    | Normandie Bleu Marine                     |                                                 |
| Robert Retout                |       | FN    | Normandie Bleu Marine                     | CM de Valognes                                  |
| David Margueritte            |       | LR    | La Normandie Conquérante avec Hervé Morin | CM de Cherbourg-en-Cotentin                     |
| Anne-Marie Cousin            |       | UDI   | La Normandie Conquérante avec Hervé Morin | Maire de Torigni-sur-Vire                       |
| Jean-Manuel Cousin           |       | LR    | La Normandie Conquérante avec Hervé Morin | CM de Coutances                                 |
| Claire Rousseau              |       | LR    | La Normandie Conquérante avec Hervé Morin | Maire d'Equilly                                 |
| Hubert Lefèvre               |       | DVD   | La Normandie Conquérante avec Hervé Morin | Maire de Rauville-la-Bigot                      |
| Florence Mazier              |       | LR    | La Normandie Conquérante avec Hervé Morin | CM du Dézert                                    |
| Pascal Marie                 |       | CPNT  | La Normandie Conquérante avec Hervé Morin |                                                 |
| Christiane Vulvert           |       | UDI   | La Normandie Conquérante avec Hervé Morin |                                                 |
| Pierre Vogt                  |       | Modem | La Normandie Conquérante avec Hervé Morin |                                                 |

## Mandature 2010-2015
La Manche compte 17 conseillers régionaux sur les 47 élus qui composent l'assemblée du conseil régional de Basse-Normandie, issue des élections des 14 et 21 mars 2010.
Composition par ordre décroissant du nombre d'élus :
- PSEA : ? élus
- EELV : ? élus
- UDC : ? élus
- FdG : ? élus
- FN : ? élus
- NI-NA : ? élus

| Nom                   | Parti | Parti | Groupe | Autres mandats                                                                                   |
| --------------------- | ----- | ----- | ------ | ------------------------------------------------------------------------------------------------ |
| Alain Civilise        |       | PCF   |        | Conseiller municipal de Cherbourg-Octeville Vice-président de la communauté urbaine de Cherbourg |
| Anne-Marie Cousin     |       | NC    |        | Maire de Torigni-sur-Vire                                                                        |
| Sylvie Delaunay       |       | PS    |        | Conseillère municipale de Tourlaville Vice-présidente de la communauté urbaine de Cherbourg      |
| Jean-Karl Deschamps   |       | PS    |        | Conseiller municipal de Saint-Lô                                                                 |
| François Digard       |       | UMP   |        | Maire de Saint-Lô                                                                                |
| François Dufour       |       | EELV  |        |                                                                                                  |
| Jean-Pierre Godefroy  |       | PS    |        | Sénateur de la Manche                                                                            |
| Dominique Jouin       |       | PCF   |        | Conseillère municipale de Saint-Lô                                                               |
| Muriel Jozeau-Marigné |       | PRG   |        | Adjointe au maire de Cherbourg-Octeville                                                         |
| Christian Lemarchand  |       | UMP   |        | Maire de La Glacerie                                                                             |
| Marine Lemasson       |       | EELV  |        |                                                                                                  |
| Florence Mazier       |       | UMP   |        | Conseillère municipale du Dézert                                                                 |
| Valérie Nouvel        |       | NC    |        | Conseillère municipale de Saint-Quentin-sur-le-Homme                                             |
| Josiane Tomasetto     |       | PRG   |        |                                                                                                  |
| Stéphane Travert      |       | PS    |        | Député de la Manche                                                                              |
| Jean-Louis Valentin   |       | UMP   |        | Conseiller municipal de Valognes                                                                 |
| Jérôme Virlouvet      |       | EELV  |        | Conseiller municipal de Saint-Lô                                                                 |